# Dương Sảng
Vệ Chiêu Vương Dương Sảng (giản thể: 杨爽; phồn thể: 楊爽; bính âm: Yáng Shuǎng, 563 – 587), tự Sư Nhân, tên lúc nhỏ là Minh Đạt, người Hoa Âm, Hoằng Nông , hoàng thân, tướng lĩnh nhà Tùy.

## Cuộc đời và sự nghiệp

### Xuất thân
Cha là Đại tướng quân Dương Trung nhà Bắc Chu, anh trai khác mẹ là Tùy Văn Đế Dương Kiên. Khi Sảng còn nhỏ, nhờ quân công của cha mà được phong Đồng An quận công. Năm ông lên 6, cha mất, được anh trai đem về giao cho vợ là Độc Cô thị (sau này là Độc Cô hoàng hậu) nuôi nấng. Do vậy, trong các em trai, Dương Kiên đặc biệt sủng ái Sảng.
Khi Dương Kiên nhiệm chức Thừa tướng, được bái làm Đại tướng quân, Tần Châu tổng quản. Chuyển ra thụ chức Bồ Châu thứ sử, tiến vị Thượng trụ quốc. Sau khi Dương Kiên thay ngôi nhà Bắc Chu, kiến lập nhà Tùy, được lập làm Vệ Vương. Dời sang làm Ung Châu mục, Lĩnh tả hữu tướng quân. Không lâu, được thăng làm Hữu lĩnh quân đại tướng quân, quyền lĩnh Tịnh Châu tổng quản, sau đó chuyển ra làm Lương Châu tổng quản. Ông vẻ ngoài đẹp đẽ, lại độ lượng, nên rất được khen ngợi.

### Quân công
Tháng 5 năm Khai Hoàng thứ 2 (582), Đột Quyết Sa Bát Lược khả hãn tụ tập binh mã bản bộ cùng bọn A Ba, cả thảy 4 khả hãn, 40 vạn người, vượt qua Trường Thành, tháng 12 tiến đến Vũ Uy , Kim Thành , các nơi Thiên Thủy, Duyên An... cướp bóc rồi về. Tùy Văn Đế lấy Sảng làm Hành quân nguyên soái, đưa 7 vạn bộ kị tiến hành phòng bị. Ra khỏi Bình Lương, không còn giặc nên quay về.
Năm Khai Hoàng thứ 3 (583), Văn Đế cất đại quân bắc phạt, mệnh Dương Sảng làm Hành quân nguyên soái, bọn Hà Gian Vương Dương Hoằng, Đậu Lô Tích, Đậu Vinh Định, Cao Quýnh, Ngu Khánh Tắc đưa quân chia đường phản kích Đột Quyết, đều chịu sự chỉ huy của ông. Dương Sảng tự soái bọn Lý Sung Tiết 4 tướng ra lộ Sóc Châu , ở Bạch Đạo  gặp quân Đột Quyết. Dương Sảng tiếp nhận kiến nghị của tổng quản Lý Sung, nhân Sa Bát Lược nhiều lần thắng trận mà khinh địch, đem 5000 tinh kỵ tập kích, đại phá quân Đột Quyết, bắt được hơn ngàn người, bò ngựa hàng vạn, Sa Bát Lược khả hãn thụ trọng thương bỏ trốn. Văn Đế mừng lắm, ban cho Sảng được ăn lộc 1000 hộ của huyện Lương An.
Năm Khai Hoàng thứ 6 (586), lại làm nguyên soái, đưa 15 vạn bộ kỵ ra Hợp Xuyên, người Đột Quyết bỏ trốn nên quay về. Năm sau (587), được triệu về làm Nạp ngôn, rất được Văn Đế xem trọng. Chưa được bao lâu, bệnh mất, hưởng dương 25 tuổi. Được tặng Thái úy, Ký Châu thứ sử. Con là Tập kế tự.

## Hậu nhân
Tập tự Văn Hội, ban đầu được phong Toại An Vương, rồi tập tước Vệ Vương. Thời Tùy Dượng Đế, Tập thấy chư hầu bị nghi kỵ, đâm ra lo sợ, bèn gọi thuật giả Du Phổ Minh lập đàn cầu phúc cho mình. Có người tố cáo Tập làm bùa yểm, nên bị kết tội Ác nghịch, được tha chết, đày ra biên viễn. Về sau thiên hạ đại loạn, không rõ kết cục của Tập.

## Tiểu thuyết liên quan
Dương Sảng chính là nguyên hình của nhân vật Kháo Sơn Vương Dương Lâm trong các tiểu thuyết thông tục "Thuyết Đường toàn truyện", "Tùy Đường diễn nghĩa".
Trong "Thuyết Đường toàn truyện", Dương Lâm ở vai chú của Tùy Văn Đế Dương Kiên, là một trong "Hưng Tùy cửu lão", một lòng trung thành với nhà Tùy, kết cục bị La Thành đâm chết.